# سرود ملی باربادوس
«در وفور و به هنگام نیاز» (به انگلیسی: In Plenty and In Time of Need) نام سرود ملی کشور باربادوس است. متن این سرود نوشته اروینگ برگی (زاده ۱۹۲۶) است و آهنگ آن را «سی. ون رولند ادواردز» ساخته‌است. باربادوس در سال ۱۹۶۶ مستقل شد.

## متن
| متن انگلیسی In plenty and in time of need When this fair land was young, Our brave forefathers sowed the seed From which our pride was sprung A pride that makes no wanton boast Of what it has withstood That binds our hearts from coast to coast The pride of nationhood Chorus: We loyal sons and daughters all Do hereby make it known These fields and hills beyond recall Are now our very own We write our names on history's page With expectations great Strict guardians of our heritage Firm craftsmen of our fate The Lord has been the people's guide For past three hundred years. With Him still on the people's side We have no doubts or fears. Upward and onward we shall go, Inspired, exulting, free, And greater will our nation grow In strength and unity. (Chorus) | برگردان فارسی در وفور و به هنگام نیاز آن‌زمان که این سرزمین زیبا، جوان بود نیاکان دلاور ما دانه افشاندند و غرور ما از آن جوانه زد غروری که لاف گزاف نمی‌زند از آنچه متحمل گشته. غروری که دل‌ها را می‌پیوندد، از کران تا کران، غرور ملی همسرایی: ما پسران و دختران وفادار همگی اعلام می‌داریم که این دشت‌ها و تپه‌ها از این پس از آن خود ماست، و در این برگشتی نیست. نام خود را بر برگ تاریخ می‌نگاریم با آرزومندی‌های بزرگ. پاسداران سرسخت میراث خود هستیم و سازندگان ثابت‌قدم سرنوشت خود سیصد سال است خداوند رهنمای مردم ما بوده‌است و از آنجا که ایزد هم‌چنان با این مردم است ما نه هراسی داریم و نه تردیدی به پیش خواهیم رفت و فراتر، دل‌انگیخته، شادمان، و آزاد و بزرگی ملتمان افزون گردد در توانمندی و اتحاد (همسرایی) |